# Mesocallis yunnanensis
Mesocallis yunnanensis är en insektsart. Mesocallis yunnanensis ingår i släktet Mesocallis och familjen långrörsbladlöss. Inga underarter finns listade i Catalogue of Life.